# ادینویل
ادینویل (به فرانسوی: Adainville) یک کمون در فرانسه است که در Canton of Houdan واقع شده‌است.

## خصوصیات
ادینویل ۱۰٫۱۶ کیلومترمربع مساحت و ۷۷۰ نفر جمعیت دارد.